# Armenverband
Armenverbände waren öffentlich-rechtliche Körperschaften (Zweckverbände), die im Deutschen Reich als Organe der öffentlichen Armenpflege eingerichtet, verpflichtet und anerkannt wurden.  Dabei wurden als zunächst verpflichtete Organe Ortsarmenverbände gebildet, die, außer in Bayern, Helgoland und Elsaß-Lothringen, aus einer oder mehreren Gemeinden oder Gutsbezirken bestehen konnten. Landarmenverbände sind dagegen in der Regel größere, aus mehreren Ortsarmenverbänden bestehende Bezirke. In Ausnahmen konnte der Landarmenverband sich auch auf den Bezirk nur eines Ortsarmenverbandes beschränken.

## Ortsarmen- und Landarmenverbände
Die Errichtung der Armenverbände erfolgte auf Grundlage des Gesetzes über den Unterstützungswohnsitz vom 6. Juni 1870. Wo räumlich abgegrenzte Ortsarmenverbände noch nicht bestanden, waren diese bis zum 1. Juli 1871 einzurichten. Bis zum gleichen Termin musste jedes Grundstück, welches noch zu keinem Ortsarmenverband angehörte, entweder einem angrenzenden Ortsarmenverband zugeschlagen, oder selbstständig als Ortsarmenverband eingerichtet werden.
Die öffentliche Unterstützung Hilfsbedürftiger, welche endgültig zu tragen kein Ortsarmenverband verpflichtet war (der Landarmen), oblag den Landarmenverbänden. Zur Erfüllung dieser Obliegenheit hatte jeder Bundesstaat bis zum 1. Juli 1871 entweder unmittelbar die Funktionen des Landarmenverbandes zu übernehmen, oder, wo solche noch nicht bestanden, besondere, räumlich abgegrenzte Landarmenverbände einzurichten.
Die Orts- und Landarmenverbände standen in Bezug auf die Verfolgung ihrer Rechte einander gleich. Hatte ein Bundesstaat unmittelbar die Funktionen des Landarmenverbandes übernommen, so stand er in allen durch dieses Gesetz geregelten Verhältnissen den Landarmenverbänden gleich.
Die Landesgesetze bestimmten:
- über die Zusammensetzung und Einrichtung der Ortsarmenverbände und Landarmenverbände,
- über die Art und das Maß der im Falle der Hilfsbedürftigkeit zu gewährenden öffentlichen Unterstützung,
- über die Beschaffung der erforderlichen Mittel, darüber, in welchen Fällen und in welcher Weise den Ortsarmenverbänden von den Landarmenverbänden oder von anderen Stellen eine Beihilfe zu gewähren ist,
- ob und inwiefern sich die Landarmenverbände der Ortsarmenverbände als ihrer Organe zu der öffentlichen Unterstützung Hilfsbedürftiger bedienen dürfen.

Streitigkeiten zwischen verschiedenen Armenverbänden wurden im Rechtsweg entschieden, als letztinstanzliches oberstes Gericht auf Reichsebene wurde dazu das Bundesamt für das Heimatwesen eingerichtet.
Wenn die Landesgesetze die Landarmenverbände für einzelne Zweige der Armenpflege bestimmten, so gingen auf diese die Pflichten und Rechte der Ortsarmenverbände über.

## Organisationsstrukturen der Landarmenverbände
Neben den Ortsarmenverbänden auf Gemeinde bzw. Gutsbezirksebene bestanden folgende Landarmenverbände (Stand 1908).

### Preußen
- Provinzialbezirke: vertreten durch die Kommunalverwaltung der Provinz
- Regierungsbezirke: Kassel, Wiesbaden, Sigmaringen
- Kreise: die 37 Kreise Ostpreußens, der Kreis Herzogtum Lauenburg
- Städte: Berlin, Breslau, Königsberg (zugleich Ortsarmenverbände)

### Württemberg
- 63 Oberamtsbezirke
- Stadt Stuttgart

### Baden
- 11 Kreise

### Hessen
- 18 Kreise

### Mecklenburg-Strelitz
- Stargardscher Kreis
- Fürstentum Ratzeburg

### Oldenburg
- Herzogtum Oldenburg
  - 12 Verwaltungsämter
  - Stadt Oldenburg
  - Amt Landwürden (Gemeinde Dedesdorf)
- Fürstentum Lübeck
- Fürstentum Birkenfeld

### Sachsen-Meiningen
- die Kreise

### Waldeck
- die Kreise

### Übrige Staaten
- die Staaten unmittelbar[3]

## Funktionen
Die Armenverbände hatten als Träger der Armenlasten, der Kosten für die Armenpflege, hauptsächlich folgende Aufgaben:
- Ausgaben für unterstützungsbedürftige Personen für Bar- und Naturalienunterstützung.
- Gewährung von Pflege und Unterbringung in Krankenhäusern, Pflegeheimen und Behinderteneinrichtungen.
- Fürsorge für arme Kinder und deren Unterbringung in Heime und Pflegefamilien.

## Finanzierung
Die Mittel für diese Ausgaben flossen den Armenverbänden größtenteils über
- Stiftungen,
- Abgaben und freiwillige Zuwendungen (Armenkassen)
- Steuern (sog. Armensteuern, Armenabgaben, polizeiliche Strafgelder)[4]
- direkte Zuwendungen der öffentlichen Hand (Umlagen),
- Beihilfen der Landarmenverbände für leistungsunfähige Ortsarmenverbände[5]

zu.